# 函館中央郵便局
函館中央郵便局（はこだてちゅうおうゆうびんきょく）は、北海道函館市にある郵便局。民営化前の分類は集配普通郵便局。

## 概要

### 併設施設
- かんぽ生命保険函館支店
- ゆうちょ銀行道南地域センター - 直営店舗である函館店は函館北郵便局に併設。

### 分室
分室はなし。過去に存在した分室は以下のとおり。
- 森屋内分室 - 取扱事務は通常郵便物の引受けのみ。1977年（昭和52年）に廃止。

## 沿革
- 1871年9月15日（明治4年8月1日） - 函館郵便受取所として開設[1]。
- 1873年（明治6年） - 函館郵便役所となる。
- 1875年（明治8年）1月1日 - 函館郵便局（一等）となる。翌日より為替取扱を開始。
- 1878年（明治11年） - 貯金取扱を開始。
- 1885年（明治18年） - 電信取扱を開始。
- 1887年（明治20年）2月16日 - 函館郵便電信局となる。
- 1903年（明治36年）4月1日 - 通信官署官制の施行に伴い函館郵便局となる。
- 1939年（昭和14年）11月2日 - 電話事務を函館電話局に移管[2]。
- 1960年（昭和35年）2月28日 - 電話通話および和文電報受付事務の取扱を開始[3]。
- 1962年（昭和37年）8月13日 - 函館市船場から同市東雲町に局舎を新築、移転[4]するとともに、電話通話および和文電報受付業務を廃止。
- 1967年（昭和42年）6月1日 - 函館市若松町に森屋内分室を設置。
- 1977年（昭和52年）10月1日 - 森屋内分室を廃止。
- 1986年（昭和61年）2月17日 - 函館市東雲町から同市新川町（現局舎）に移転[5]。
- 1990年（平成2年）7月2日 - 函館中央郵便局に改称[6]。
- 1991年（平成3年）10月1日 - 外国通貨の両替および旅行小切手の売買に関する業務取扱を開始。
- 2007年（平成19年）10月1日 - 民営化に伴い、併設された郵便事業函館支店、かんぽ生命保険函館支店に一部業務を移管。
- 2011年（平成23年）10月11日 - 郵便事業函館北支店から「041-0813、0821、0822、0851」区域の集配業務を郵便事業函館支店に移管。
- 2012年（平成24年）10月1日 - 日本郵便株式会社の発足に伴い、郵便事業函館支店を函館中央郵便局に統合。

## 取扱内容

### 函館中央郵便局
- 郵便、印紙、ゆうパック、内容証明
- 貯金、為替、振替、振込、国際送金、外貨両替、国債、投資信託[7]
- 生命保険、バイク自賠責保険、がん保険、引受条件緩和型医療保険[7]
- 地方公共団体事務（函館市電車バスカードの販売。イカすカードを参照）
- ゆうちょ銀行ATM
- 郵便番号の上2桁が04の地域あての郵便物を配達局ごとに区分する業務（地域区分局）
- 函館市内の一部地域（〒040-00xx、041-0813、0821、0822、0851）地域の集配業務
- ゆうゆう窓口

### かんぽ生命保険函館支店
- 個人向け窓口業務は、郵便局が代理店として行う。

## 風景印
- 図柄は五稜郭の外枠に（変形印）函館山遠望とハリストス教会。局名表記は「函館中央」。
- 使用開始日は1998年（平成10年）10月10日

## 周辺
- NHK函館放送局
- 国道5号
- 国道278号

## アクセス
- JR函館本線 函館駅より徒歩約10分
- 函館市電 新川町電停より徒歩約3分
- 函館バス 新川町停留所、もしくは若松町会館前停留所下車
- 駐車場あり：10台